# Gymnasium Dorfen
Das Gymnasium Dorfen liegt im Schulzentrum am nördlichen Stadtrand von Dorfen im Landkreis Erding in Oberbayern.

## Geschichte
1974 nahm das Staatliche Gymnasium Dorfen mit den Jahrgangsstufen 5 und 6 den Schulbetrieb auf, zunächst noch in der ehemaligen, von der Stadt Dorfen überlassenen Mädchenschule auf dem Ruprechtsberg. Sachaufwandsträger ist der Landkreis Erding, der 1978/79 einen Neubau an der Josef-Martin-Bauer-Straße finanzierte. Weiterhin mussten aber die Schüler nach der 10. Klasse die Oberstufe in benachbarten Gymnasien absolvieren. 1983 erfolgte die Genehmigung des Vollausbaus; 1986 fand die erste Abiturprüfung am Gymnasium Dorfen statt.
Erweiterungsbauten wurden 1985/86, 1994–1997, 2006/07 und 2014/15 realisiert. Der Gebäudekomplex umfasst u. a. fünf EDV-Räume, drei Turnhallen und eine Mensa. Alle Unterrichtsräume sind mit Whiteboards ausgestattet. Der Höchststand der Schülerzahlen belief sich auf 1384 (September 2009, noch im G9). Im Schuljahr 2023/24 besuchten 983 Schüler das Gymnasium Dorfen.
Im Juni 2024 verweigerte der Direktor bei der Abi-Feier die persönliche Übergabe der Abschlusszeugnisse; er kritisierte den Abi-Streich und Inhalte der Abi-Zeitung und Abiturrede als „niveaulos“. 

## Schulprofil
Die Schule führt einen naturwissenschaftlich-technologischen und einen sprachlichen Zweig. Das Fremdsprachenangebot umfasst neben Englisch und Latein auch Französisch, Italienisch, Spanisch und Japanisch. Außerdem unterhält das Gymnasium Schulpartnerschaften mit Schulen in Frankreich (Boulogne-Billancourt/Paris, Bastia/Korsika, Lanester/Bretagne), Italien (Padua, Bologna), den USA (zwei High Schools bei Washington) und Japan (Shisui). Darüber hinaus nehmen jährlich Schüler an den Austauschprogrammen des Bayerischen Jugendrings, des Brigitte-Sauzay-Programms und des Erasmus+-Programms teil. Seit 2019 ist das Gymnasium als Schule mit Profil Inklusion anerkannt.
Schüler der Unterstufe haben die Möglichkeit, den offenen Ganztagsunterricht zu besuchen. In der Mittelstufe besteht die Option, im Rahmen der individuellen Lernzeitverkürzung die 11. Jahrgangsstufe zu überspringen und direkt in die Qualifikationsstufe aufzusteigen. Ein Betriebspraktikum absolvieren die Schüler in der 9., ein Soziales Praktikum in der 10. Jahrgangsstufe. Wahl- und Förderunterricht ergänzt das pädagogische Programm.
Das Gymnasium Dorfen zeichnet sich durch ein reges musikalisches und künstlerisches Leben aus. So werden regelmäßig Konzerte, Theateraufführungen und Kunstprojekte durchgeführt. 2000 erhielt die Theatergruppe des Gymnasiums den Kulturpreis des Landkreises Erding und nahm auch wiederholt an den Theatertagen der bayerischen Gymnasien teil. 2002 fand diese Veranstaltung in Dorfen statt. Erfolge im Bereich der Naturwissenschaften gab es bei den Wettbewerben Jugend forscht, Experimente antworten und Känguru der Mathematik. Bei der International Junior Science Olympiade (IJSO) 2016 auf Bali erlangte der Schüler Justus Roßmeier die Bronzemedaille. Seit 2016 gilt das Gymnasium Dorfen als MINT-freundliche Schule, 2017 wurde die Schule in das Excellence-Netzwerk MINT-ec aufgenommen. Auszeichnungen erlangte das Gymnasium im Bereich von Umweltschutz und Nachhaltigkeit, so 2013–2022 Umweltschule in Europa/Agenda-21-Schule, 2016 „Ressourcenkönig – ein Königreich für Wertstoffe“ sowie 2012 und 2017 den „Klimapreis der Allianz-Umweltstiftung“. Seit 1979 unterstützen die Schüler des Gymnasiums Dorfen Entwicklungshilfeprojekte u. a. in Indien, Äthiopien und Guatemala. Auch zu Gunsten der deutschen Flüchtlingshilfe konnte die SMV Spendengelder akquirieren. 2011 wurde die Schule mit dem Integrationspreis der Bayerischen Staatsregierung ausgezeichnet, 2018 mit dem Oberbayerischen P-Seminar-Preis. 2017 erfolgte die Zertifizierung als Schule ohne Rassismus – Schule mit Courage, die Patenschaft dafür übernahm der Comedian Michael Mittermeier. Im sprachlichen Bereich besteht die Gelegenheit, Sprachzertifikate entsprechend dem Europäischen Referenzrahmen zu erwerben (PET, CAE, DELF, CILS) und am Bundeswettbewerb für Fremdsprachen teilzunehmen. Auch am bundesweiten Vorlesewettbewerb sowie an den Bundeswettbewerben Jugend debattiert, Jugend forscht, Jugend musiziert und Jugend trainiert für Olympia beteiligte sich das Gymnasium Dorfen.
Seit 2010 besteht die Ehemaligenvereinigung GyDolumni.

## Schulleiter
- Ludwig Mertl (1974 – Febr. 1987)
- Antonie Ritzer (Febr. – Juli 1987)
- Wolfgang Odzuck (1987–1993)
- Eugen Häusler (1993–1999)
- Heinz Schaffer (1999–2007)
- Gerhard Motschmann (2007–2016)
- Andrea Hafner (2016–2020)[10]
- Markus Höß (seit 2020)[11]

## Ehemalige Schüler
- Ulrike Scharf (* 1967), Politikerin, bayerische Staatsministerin für Familie, Arbeit und Soziales[12]
- Markus Tremmel (* 1968), Rundfunk- und Fernsehmoderator, Verleger[13]
- Angela Ascher (* 1976), Schauspielerin
- Simone Ascher (* 1980), Schauspielerin
- Sophie Kratzer (1989–2020), Eishockey-Nationalspielerin[14]